# Xarxa (pesca)
|  | No s'ha de confondre amb Xarxa (tèxtil). |

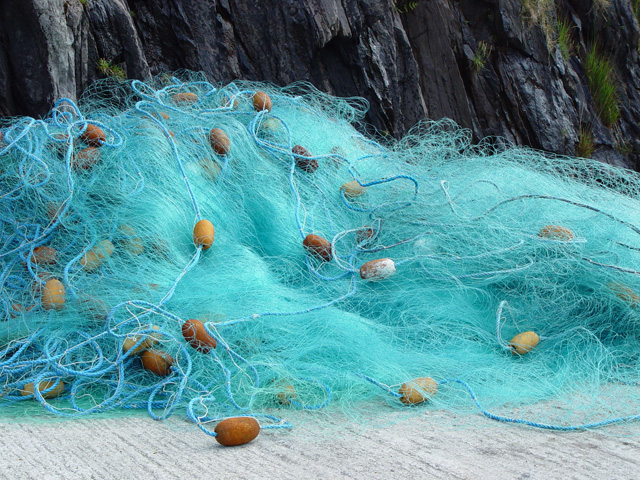
Xarxes de pesca.

Una xarxa, xàrcia, eixàrcia, ret o filat és un ormeig de pesca constituït d'un teixit de fils nuats que forma una retícula quadrada o rombal. Els fils utilitzats avui dia són de fibres sintètiques com el polietilè. Les xarxes estan documentades des del 8300 aC i actualment és un estri de pesca utilitzat arreu del món. És el mètode principal de la pesca moderna per a la captura de peixos i crustacis.

## Característiques

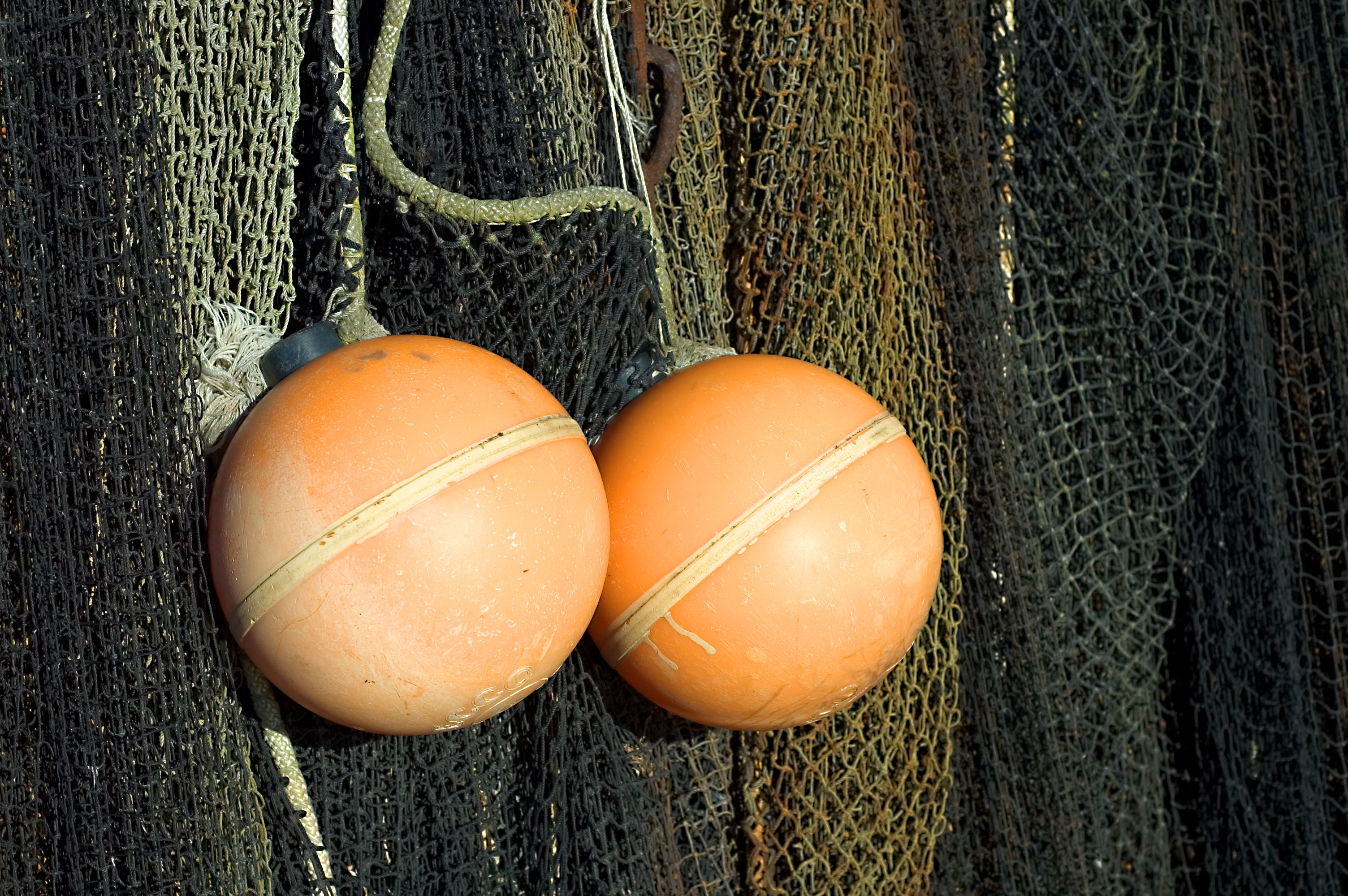
Flotadors d'una xarxa de pesca.

Les xarxes de pesca tenen diferents característiques, les quals depenen del tipus d'animal aquàtic a capturar, així com del seu hàbitat i de la tècnica pesquera a utilitzar.
En funció de l'espècie que es vol capturar i el tipus de pesca que hom vol fer s'utilitza una xarxa de mides diferents. La mida de malla ha de ser l'apropiada per a l'espècie a capturar i acostuma a estar regulada. Per exemple: una xarxa d'arrossegament pelàgic acostuma a mesurar uns 150 metres de llarg i presenta una obertura d'entre 50 i 70 metres en sentit vertical i uns 80 metres en sentit horitzontal. Amb aquest tipus de xarxa es captura anxova, sardina, sorell o verat entre altres espècies.
Segons la tècnica emprada la xarxa de pesca pot ser:
- Passiva (xarxa de cortina, xarxa parany), immòbil, requereix que el peix s'embulli en ella
- Activa (xarxa de cèrcol, xarxa d'arrossegament, etc), mòbil

La malla, i les cordes poden ser fabricades amb fibra natural com el cànem, cotó, o amb fibra sintètica com nailon, kuralón, etc.
Un dels tipus de xarxes més tradicionals és la nansa. Un altre tipus és la xarxa de cèrcol,etc. N'hi ha de molts tipus i la seva denominació vària segons el lloc. Hi ha xarxes de pesca tradicionals, esteses arreu del món, com les denominades a Catalunya, Rall o Esparver.

## Tipus de xarxes

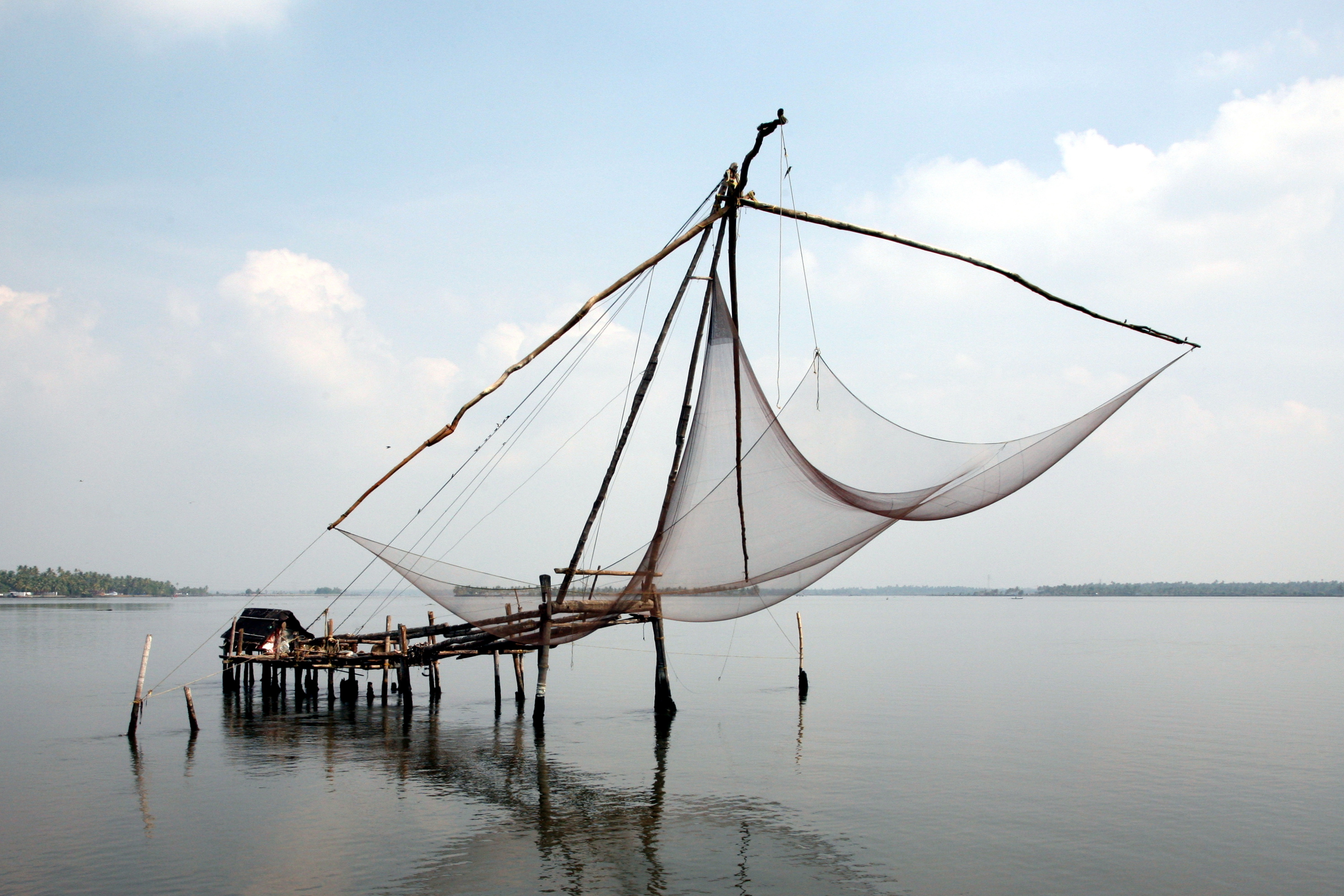
Xarxa xinesa basculant a Kochi, Kerala, Índia.

Es poden distingir els següents tipus de xarxes:
1. Xarxes senzilles de deriva o flotants com el Sardinal, Jeito o Albareque, Xarxes de güeldejar o Sardineres i altres.
2. Xarxes senzilles de fons, com Caçonals, Corbineres o Corredores, Rasos, Raeires, Volantins, etc.
3. Xarxes senzilles de tir, com Rapets, Tretes, Traínes, Barquies, Tretes d'alt, Rapetons, Rall o Atarraies, etc.
4. Les Xarxes de tir amb floc, com les xàbegas, els sedals,, les Rentades i xinxorros i les xarxes d'a peu, les cintes, etc.
5. Les Xarxes de rastreig a la vela amb floc, com a Parelles, Ganguiles, Tartanes, etc.
6. Les Xarxes mixtes o compostes, com Traíñas, Sedassos o Cèrcols Reials, els Tremalls, les Saltades, etc.
7. Les Xarxes amb armadures, com Cercotes, Dreceres, Vels, Almadraves, Anessis, Samaruqueres, Llolles, etc.
8. Les Xarxes de batre o copejar les aigües, com Trabuquetes, Visgales, Betes, etc.

No obstant això d'aquest ordre general, sol haver-hi mètodes particulars per fer i armar les xarxes segons els ports i les regions.